# 广物控股集团
广东省广物控股集团有限公司（英語：Guangdong GW Holdings Group Co., Ltd.），简称“广物控股集团”，是广东省内以化工产品制造、商贸物流、产业园区投资运营为主业的省属国有独资大型企业集团。

## 历史
集团前身是1951年成立的广东省物资局，改革开放后，于1983年转制为广东省物资总公司，1994年，改组为广东物资集团公司。2015年，更名为广东省广物控股集团有限公司。
2019年4月，广东省人民政府同意广物控股集团、广东省商贸控股集团改革重组方案，原广东省商贸控股集团有限公司并入广物控股集团。

## 子公司
- 广物汽贸股份有限公司（原广东省机电设备公司汽车贸易中心）：中国最大的汽车经销商之一。
- 广东广物优车科技有限公司：华南地区最大的二手车经销商之一。
- 广东省物资产业（集团）有限公司：主营产业园区投资、运营与管理。
- 广东广物金属产业集团有限公司
- 广东广物中南建材集团有限公司
- 广东广物国际能源集团有限公司
- 广东广物物流（集团）有限公司
- 广东广物金融产业集团有限公司
- 广东省电子口岸管理有限公司
- 广东省商业集团有限公司（原广东省商业厅）
- 广东省华大物流有限公司（原广东省商业储运公司）
- 广东华侨友谊有限公司（原广东省华侨商品供应公司）
- 广东广物国际物流投资发展有限公司

## 連結
- GDWZ.com